# ۸۹۹ (خورشیدی)
۸۹۹ هشتصد و نود و نهمین سال هجری خورشیدی است.